# آیکانسیام

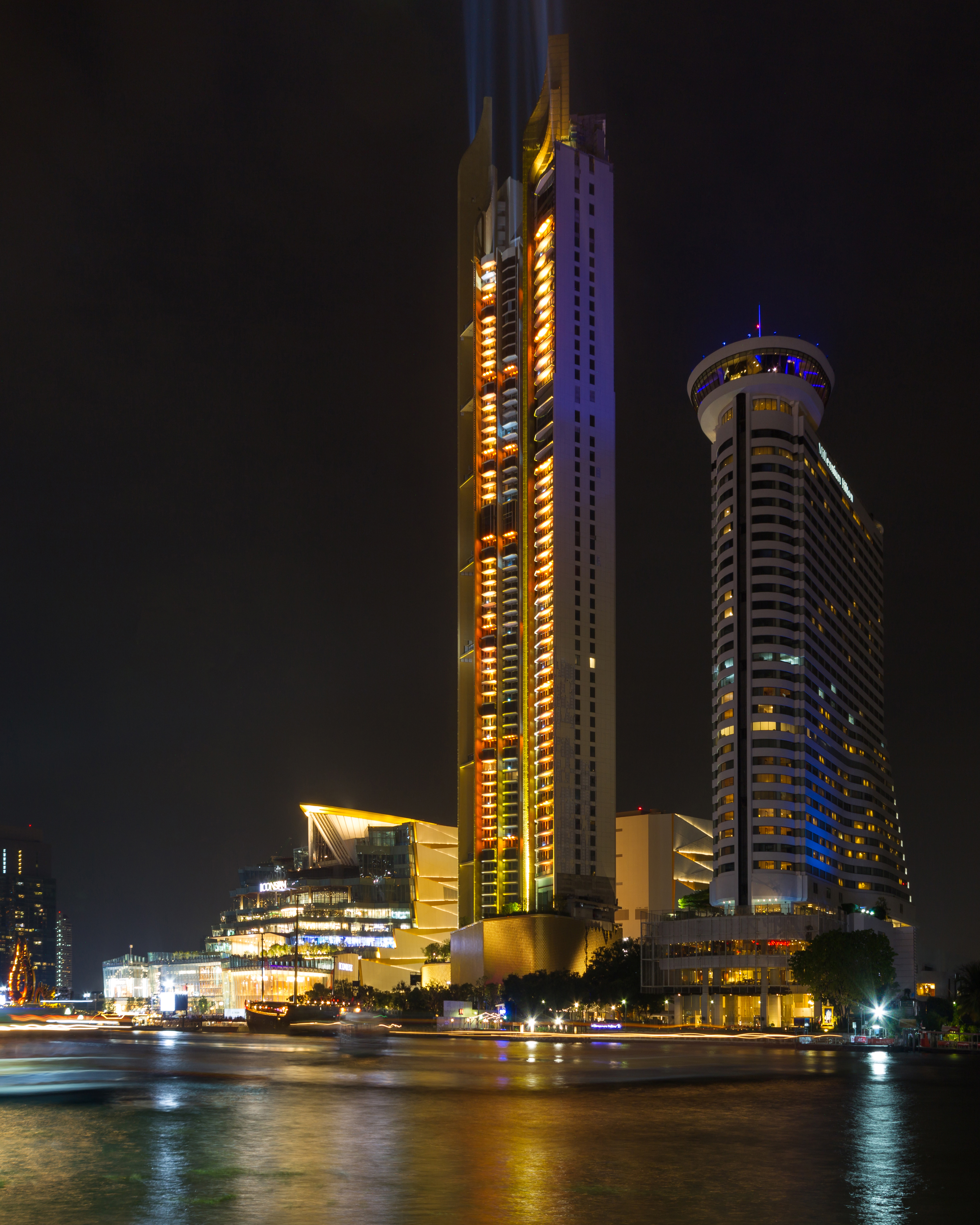
تصویر آیکانسیام (انگلیسی: Iconsiam) ساختمان اداری ۱۰ طبقه مستقر در شهر بانکوک

آیکانسیام (انگلیسی: Iconsiam) ساختمان اداری ۱۰ طبقه مستقر در شهر بانکوک است، که در سال ۲۰۱۸ احداث گردید.